# Jakob Gabbai
Pour les articles homonymes, voir Gabbai (homonymie).
Jacob, ou Ya’akov  Gabbaï ou Gabbai, né le 26 septembre 1912 à Athènes (Grèce) et mort en 1994 en Israël, est un juif grec de nationalité italienne déporté à Auschwitz, où il fait partie des sonderkommando, qui survit à la Shoah.

## Biographie
Jacob Gabbaï est né le 26 septembre 1912 à Athènes d’une mère grecque, Rosa Beraha Gabbaï, et d’un père italien, Victor (Chaim) Gabbaï. Ce dernier est typographe.
Quand Jacob a trois ans sa famille part s'installer à Salonique.
Il est l'aîné d'une fratrie de quatre enfants, trois garçons et une fille. Sa sœur décède en jeune âge.
Il fréquente gratuitement l'école italienne Santa Rosa à Salonique, grâce à sa nationalité italienne.

### Seconde Guerre mondiale
Le 6 avril 1941, l'Allemagne envahit la Grèce et en février 1943 confine les Juifs de Salonique dans deux ghettos. Peu après, les déportations vers Auschwitz débutent.
La nationalité italienne de la famille lui permet d'échapper aux ghettos, et de demeurer encore deux ans à Salonique, puisque l'Italie est alliée de l'Allemagne et participe à l'occupation de la Grèce et que ses citoyens sont quelque peu privilégiés. Toutefois, le 15 juillet 1943, Jacob et sa famille s'enfuient de Salonique, déjà vidée de l'essentiel de sa population juive, et rejoignent Athènes, sous occupation italienne, en espérant y trouver une vie meilleure.
À la suite de la capitulation italienne, le 3 septembre 1943, l'armée allemande occupe Athènes et commence à y persécuter les juifs qui se trouvent contraints de venir signer chaque semaine un registre à la synagogue. C'est alors que commença la déportation des juifs d'Athènes.

### Auschwitz
Arrêté en mars 1944 et détenu au camp de Chaïdári, Jacob Gabbaï est déporté en Pologne le 1er avril 1944.
La famille Gabbaï est une des dernières à être déportée de Grèce à Auschwitz, du fait de leur nationalité italienne. Le trajet prend 10 jours. Ses parents et son plus jeune frère, Samuel Gabbaï, sont envoyés directement à la chambre à gaz. Il est sélectionné, comme son frère, Dario Gabbaï, pour intégrer un Sonderkommando et travailler dans un des fours crématoires à Birkenau.
Les déportations des juifs hongrois débutent le 16 avril 1944. Environ quatre convois sont organisés chaque jour. 440 000 juifs sont ainsi déportés vers Auschwitz-Birkenau et les autres camps d'extermination, entre le 14 mai et le 8 juillet 1944, à travers 148 trains de marchandises contenant chacun près de 3'000 Juifs.
Jacob et son frère se trouvent contraints de participer au processus d'extermination de milliers de juifs en provenance de Hongrie, déportés au printemps et à l'été de 1944. Ils sont chargés de faire disparaître par crémation les corps des Juifs venant de Hongrie, assassinés au rythme de 6000 par jour et par crématorium.

### Marche de la mort
À l'approche de l'Armée rouge, le 1er novembre 1944, les nazis ordonnent la destruction des fours crématoires, pour oblitérer toute trace. Ce labeur qui incombe notamment aux Sonderkommando prit fin le 18 janvier 1945.
Profitant de la confusion régnant dans le camp, certains Sonderkommando se mêlent aux autres détenus.
Cela leur permet de quitter Auschwitz et ils participent, avec des milliers de détenus, à la marche de la mort.
Jacob y survit et est détenu au camp de Mauthausen, de début février jusqu'au 5 mai 1945, date de la libération du camp par les alliés.

### Retour en Grèce
En août 1945, Jacob Gabbai retourne en Grèce, à Athènes. Quelque temps plus tard, il retrouve sa femme Laura qui a aussi survécu à sa déportation à Auschwitz.
Ils quittent la Grèce, le 24 mai 1949, et partent s'établir en Israël, avec leur fille Rose née entretemps.

## Témoignage
Jacob Gabbaï a toujours tenu à témoigner de son expérience de la Shoah. Il participa notamment a une importante enquête de Gideon Greif publiée en 1995, un an après sa mort.
Son frère Dario, alors l'un des ultimes membres des Sonderkommando vivants, s'éteint en 2020.